# Bataille de Mongua
Première Guerre mondiale
Batailles
Front africain
- Laï (8-1914)
- Sandfontein (9-1914)
- Tanga (11-1914)
- Naulila (12-1914)
- Jassin (1-1915)
- Gibeon (4-1915)
- Bukoba (6-1915)
- Mongua (8-1915)
- Salaita (2-1916)
- Beringia (5-1916)
- Negomano (11-1917)

Front d'Europe de l'Ouest
Front italien
Front d'Europe de l'Est
Front des Balkans
Front du Moyen-Orient
Bataille de l'Atlantique
La bataille de Mongua ou d'Omongwa est livrée du 18 au 20 août 1915, dans le sud de l'Angola, pendant l'insurrection ovambo de 1914-1915 ; elle a opposé les troupes portugaises, commandées par le général Julio da Costa Pereira de Eça, à une armée ovambo, composée principalement de combattants issus de l’ethnie Cuanhama et dirigée par le roi Mandume.

## La bataille

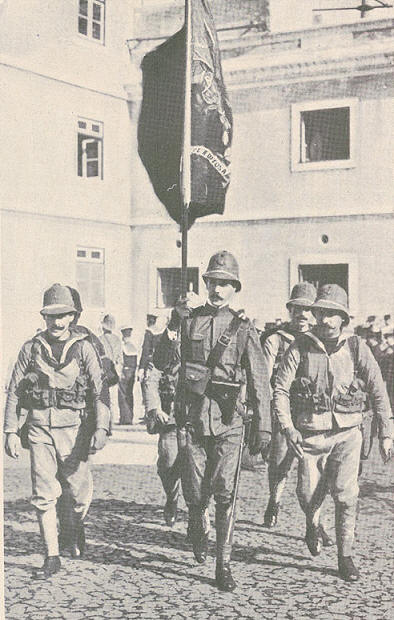
Infanterie de marine portugaise en 1915. Ces soldats sont envoyés en Angola et ont combattu à Mongua (photo colorisée de Joshua Benoliel).

Impressionnés par la victoire remportée dans leur région par les Allemands au combat de Naulila, le 18 décembre 1914, et encouragés par ces derniers, les Ovambos considérèrent que le temps était venu de secouer le joug de l'occupant colonial portugais.
Hélas pour eux, le gouvernement de Lisbonne, inquiet de la situation politique et militaire dans le sud de l'Angola, avait décidé de réagir énergiquement, et envoyé en conséquence des renforts importants dans la région, à la fois pour parer à la menace allemande et étouffer la rébellion.
L'armée sud-africaine ayant envahi le Sud-Ouest africain allemand (la Namibie d'aujourd'hui) et fait capituler les forces allemandes après une courte campagne, les Portugais purent consacrer toutes leurs forces à la lutte contre les Ovambos.
La bataille décisive se déroula à Mongua et se termina par la défaite des Africains. Vue sous l'angle des effectifs engagés, Mongua est selon l'historien René Pélissier « la plus grande bataille rangée jamais livrée par un colonisateur européen à un pouvoir ou un État négro-africain au sud du Sahara depuis la victoire éthiopienne contre les Italiens, le 1er mars 1896. »
Le 4 septembre, Ngiva, la capitale des Cuanhamas fut prise par les soldats portugais ; la guerre était perdue pour les Ovambos. Mandume s'enfuit en Namibie, avec quelques partisans ainsi que sa famille et pendant quelques mois il entretint une guérilla sporadique contre les Portugais et ses anciens sujets ralliés à ces derniers, jusqu'à ce que les Sud-Africains l'attaquent dans son kraal et le tuent le 6 février 1917.
Enfin, c'est lors de la bataille de Mongua que le 1er escadron du 4e régiment de cavalerie réalisa la dernière charge à cheval de la cavalerie portugaise.